# Médaille du service exceptionnel de la NASA
Ne doit pas être confondu avec Médaille du service distingué de la NASA.

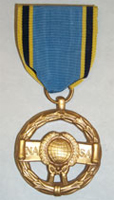
Nasa Exceptional Service Medal.

La médaille du service exceptionnel de la NASA (en anglais : NASA Exceptional Service Medal) est une récompense décernée aux employés du gouvernement fédéral des États-Unis pour des performances significatives caractérisées par l'initiative ou la création provoquant une amélioration substantielle des efforts d'ingénierie, d'aéronautique, d'astronautique, d'administration, de soutien ou liés à l'espace qui contribuent aux programmes de la National Aeronautics and Space Administration (NASA).
La médaille comporte une référence au National Advisory Committee for Aeronautics (NACA), ancêtre de la NASA.